# Castello di Barolo
Il castello di Barolo è un castello risalente al X secolo.

## Storia
La storia del castello si ritiene avere inizio, vista l'assenza di documenti storici sulla sua nascita, nel X secolo, quando Berengario I consentì al feudatario locale l'erezione di una difesa efficace contro le frequenti scorrerie degli Ungari e dei Saraceni. Di quella struttura originaria rimane ben poco: il mastio, ancora oggi visibile, fa parte di essa. La prima testimonianza scritta risale al '200 in un atto di cessione di proprietà da parte dei Signori di Marcenasco in favore del comune di Alba, che, pochi anni dopo, lo cedette ai Falletti che lo ristrutturarono significativamente e ne fecero dimora stabile di un ramo del casato. Nel 1544, invece, fu fatto saccheggiare dal governatore francese della vicina Cherasco, nel corso delle lunghe guerre dell'epoca. Toccò successivamente a Giacomo e Manfredo riparare i consistenti danni, apportando ulteriori modifiche migliorative. Il nuovo, frutto dei restauri cinquecenteschi, rimase sostanzialmente immutato fino al 1864, anno della morte di Juliette Colbert, ultima marchesa Falletti. Nel frattempo il castello era già diventato residenza di campagna a causa del trasferimento della dimora principale dei Falletti, avvenuto nel 1814, al Palazzo Barolo di Torino.
Tra i suoi ospiti durante l'ultima epoca dei Falletti ci fu Silvio Pellico, presentato alla marchesa da Cesare Balbo dopo la decennale prigionia dello Spielberg, divenuto poi negli anni intimo amico, fidato consigliere nonché amministratore della biblioteca Falletti. Il Pellico e la Marchesa erano soliti trascorrere insieme lunghe giornate tra castello Falletti e il castello della Volta, dediti alla lettura e alla conversazione.

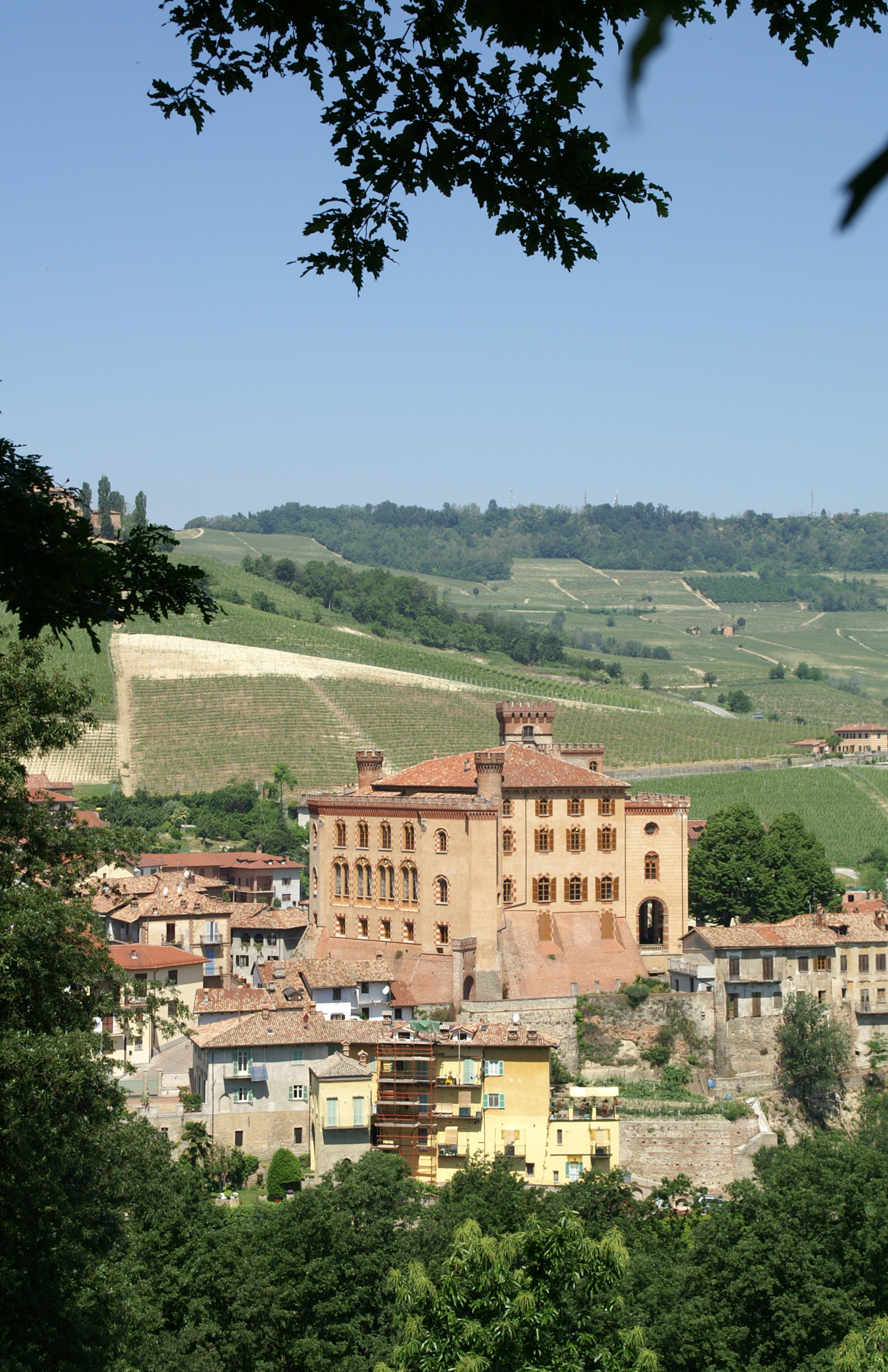
Panorama

Alla morte della Colbert, il castello Falletti passò all'Opera Pia Barolo che, con pesanti lavori di ristrutturazione che ne alterarono profondamente la struttura, lo trasformò nel Collegio Barolo. Ruolo del Collegio, attivo fino al 1958, era di dare una possibilità di studiare a ragazzi economicamente in difficoltà. Nel 1970 fu acquistato dal Comune di Barolo, grazie soprattutto a una pubblica sottoscrizione cui furono in molti a contribuire generosamente. Le sue cantine restaurate, ospitano l'Enoteca Regionale del Barolo, mentre il secondo piano è dedicato al Museo Etnografico-Enologico e, quando presenti, esposizioni artistiche e fotografiche.

## Descrizione
Al piano nobile: la prima sala che si incontra risalendo lo scalone è il Salone delle quattro stagioni, ampio e luminoso ambiente con arredi fine stile impero che deve il proprio nome a quattro pitture che sormontano altrettante porte e dedicate ciascuna a una stagione dell'anno. Da questo locale si accede alla Sala degli stemmi, il cui soffitto è decorato con gli emblemi sia dei Falletti che delle famiglie con cui questi si sono imparentati. Oltre al monumentale camino e alla sua cinquecentesca decorazione in stucco, questa sala ospita da diversi anni le sedute del consiglio comunale. La Stanza della Marchesa è pure interessante per la presenza di uno dei pochi letti in stile impero visibili in Italia. La presenza di Silvio Pellico è testimoniata dalla sua stanza, i cui muri sembrano tappezzati in stoffa, ma sono in realtà abilmente pitturati per simularne l'effetto, e dalla Biblioteca, che il Pellico custodiva scrupolosamente e che contiene circa tremila testi di epoca compresa tra il XV e il XIX secolo.

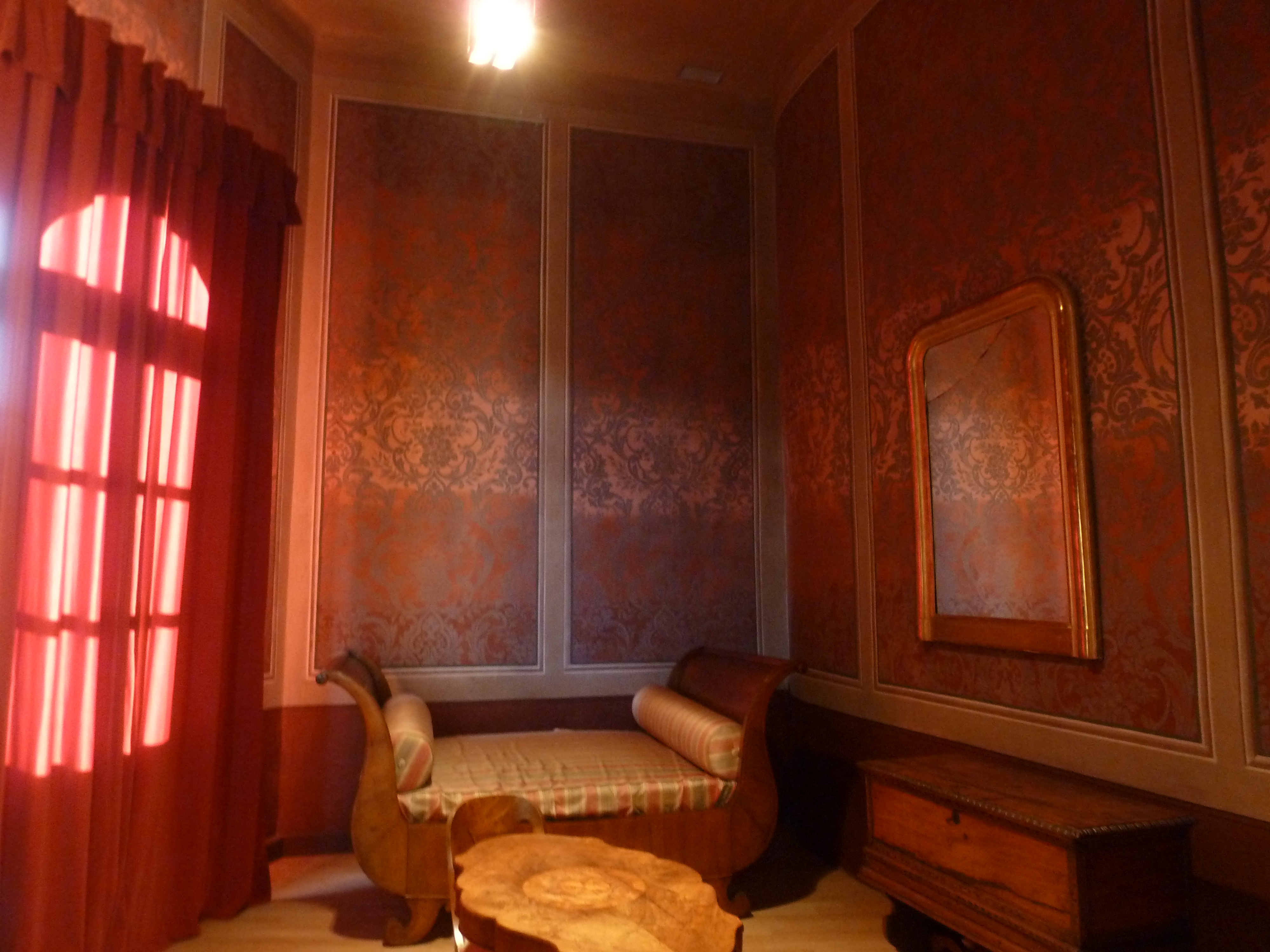
Camera di Silvio Pellico nel Castello di Barolo

All'interno delle sale, sono visitabili la Biblioteca Storica ordinata da Silvio Pellico e il Museo delle Contadinerie. Di frequente vengono allestite delle mostre d'arte. Nelle antiche cantine ha sede l'Enoteca Regionale del Barolo. Dal 2007 fa parte del circuito degli 8 castelli Castelli Doc. La rete dei castelli include i manieri di Grinzane Cavour, Barolo, Serralunga d'Alba, Govone, Magliano Alfieri, Roddi, Mango e Benevello. È inoltre inserito nel circuito dei "Castelli Aperti" del Basso Piemonte.